# Młyn wodny

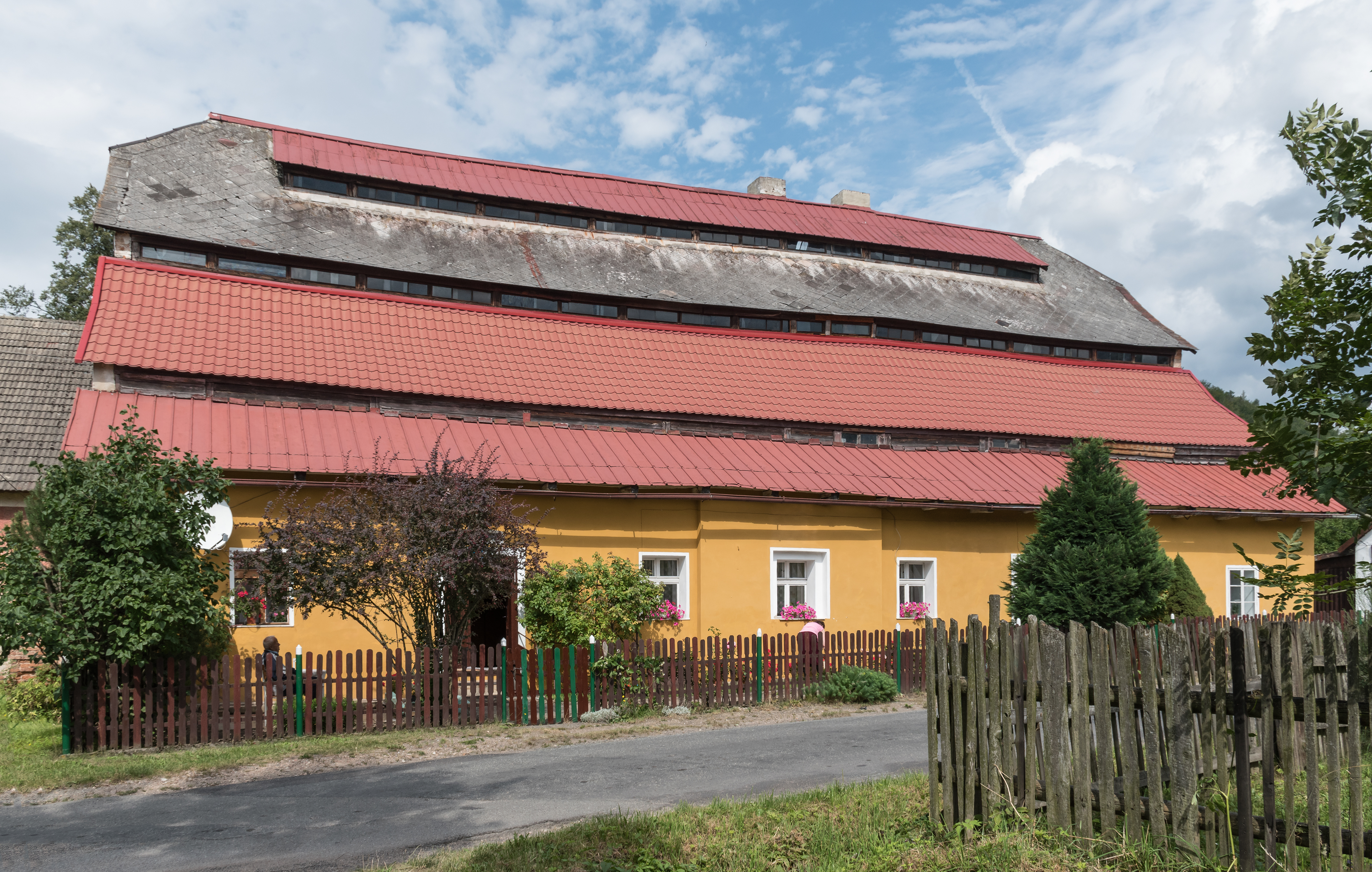
Młyn wodny w Goworowie

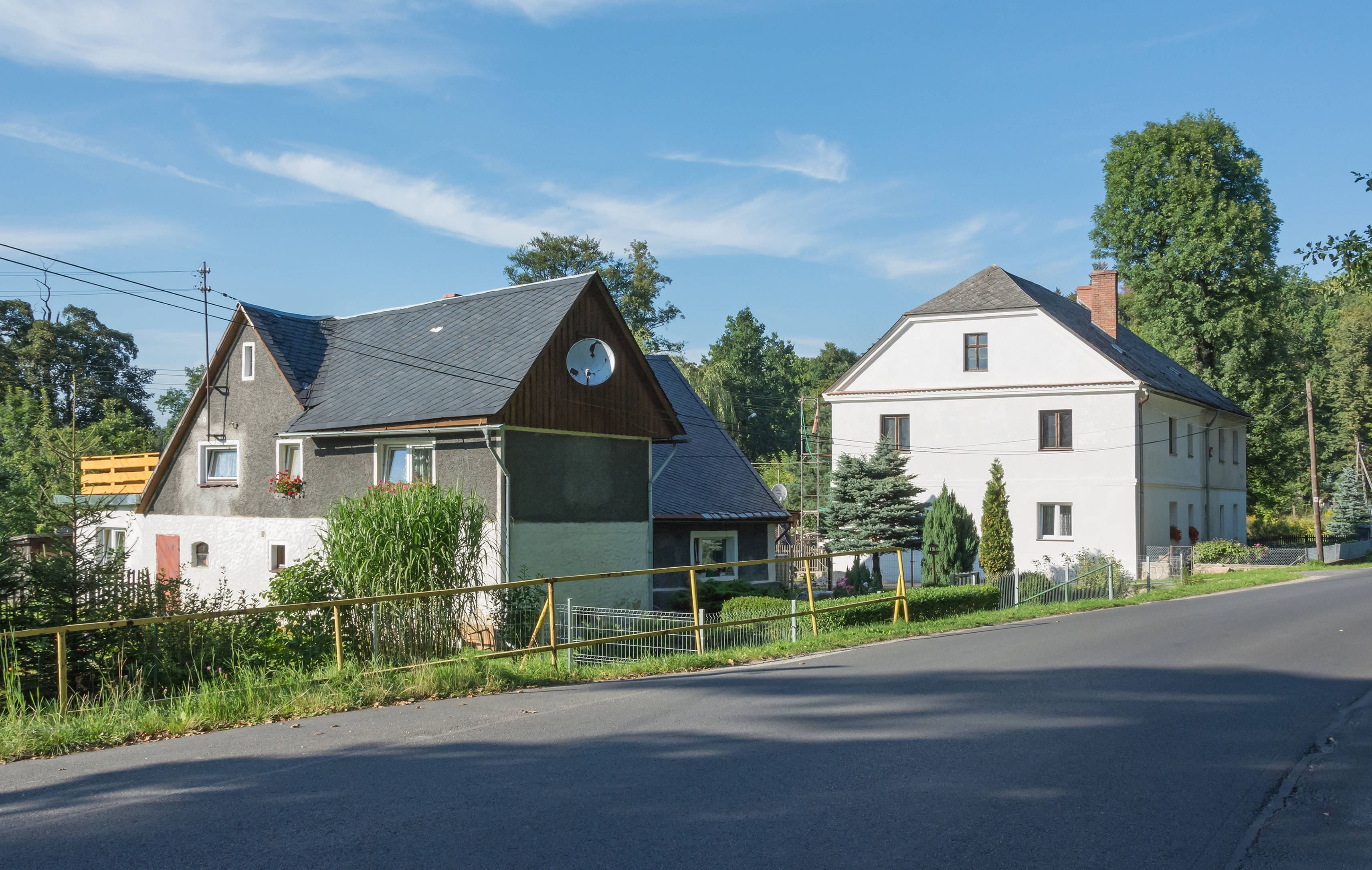
Młyn wodny w Bukowcu

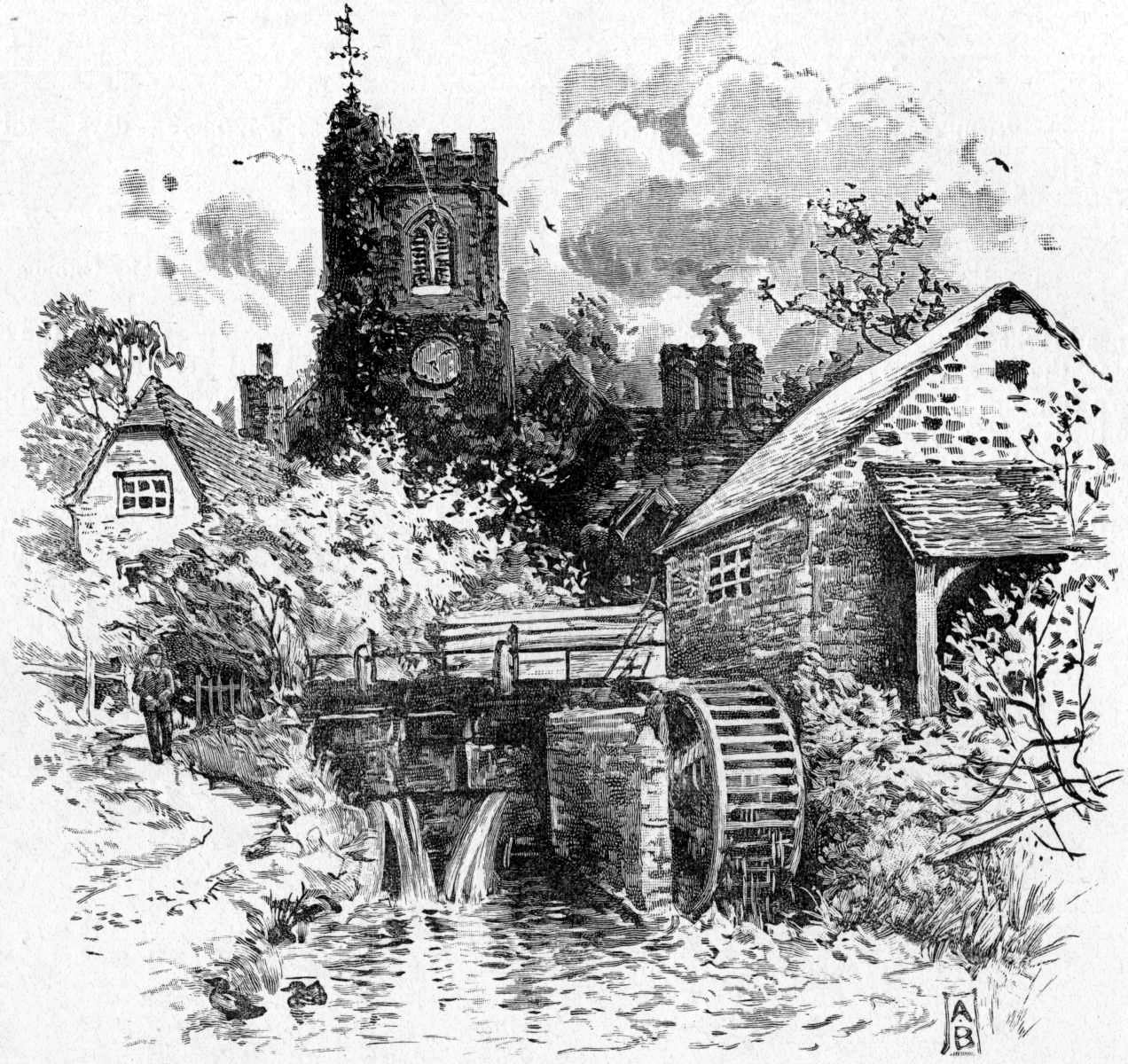
Młyn wodny

Młyn wodny – budowla z urządzeniem do przemiału ziarna na mąkę i kaszę, poruszanym za pomocą koła wodnego lub turbiny wodnej, usytuowana nad rzekami. Bardzo rzadko budowane były młyny pływające.

## Historia
- III wiek p.n.e. – opis pierwszego podsiębiernego koła wodnego autorstwa Filona z Bizancjum[1] (ok. roku 230 p.n.e.). Było to koło tzw. łyżkowe, składające się z gwiaździście osadzonych na wale „łyżek”. Służyło do napędu podnośnika kubełkowego, podnoszącego wodę na wyższy poziom (do nawadniania pól)[2].
- I wiek p.n.e. – Antypater z Sydonu układa wiersz wychwalający wynalazek młyna wodnego.[potrzebny przypis]
- I wiek p.n.e. – pierwsze pisemne świadectwo o istnieniu młyna wodnego: Mitrydates VI, król Pontu, ok. roku 88 p.n.e. miał taki młyn w Kabirze[2]. Z ok. 35 r. p.n.e. pochodzi konstrukcja młyna pływającego z kołem podsiębiernym, opisana przez Witruwiusza[2].
- IV wiek – powstały pierwsze zespoły młynów (kompleks Barbegal) we Francji (gmina Fontvieille)
- XIX wiek – młyny wodne zostały stopniowo wyparte przez młyny napędzane silnikami parowymi, a później spalinowymi albo elektrycznymi.

W 2017 roku holenderskie rzemiosło młynarzy wiatraków i młynów wodnych zostało wpisane na listę niematerialnego dziedzictwa UNESCO.
Młynarstwo na ziemiach polskich
Za najstarsze udokumentowane istnienie młyna wodnego na ziemiach polskich przyjmuje się młyn wzniesiony w Łęczycy, o którym źródła wspominają w 1145 r. Pierwsza pisemna informacja o młynie na Śląsku datowana jest na 1149 r., na Pomorzu Gdańskim z 1198 r., na zachodnim Mazowszu z 1207 r., na Pomorzu Zachodnim z 1213 r., w Wielkopolsce z 1242 r., w Małopolsce z 1268 r., a na Kujawach z 1280 r. Prof. Bohdan Baranowski doliczył się, że w XIII w. na dzisiejszych terenach polskich było 485 udokumentowanych przypadków istnienia (lub wydania zezwolenia na budowę) młynów wodnych, w tym: 120 na Pomorzu Gdańskim, 119 w Wielkopolsce, 116 na Śląsku, 102 w Małopolsce i 28 na Mazowszu i Kujawach. W XIV w. liczba młynów uległa dalszemu zwiększeniu.
Zastosowanie koła młyńskiego w procesie mielenia nie doprowadziło do zaniku żaren, które za każdym razem swój renesans miały w czasie wojen lub tuż po nich, a to wskutek dokonanych zniszczeń młynów. I tak też żarna na ziemiach polskich ponownie się upowszechniły po wojnach szwedzkich z połowy XVII w., na początku XVIII w. i podczas I wojny światowej. Żarna wykorzystywane były na ziemiach polskich, lecz już na coraz mniejszą skalę, ograniczając się do indywidualnych gospodarstw domowych, aż do II połowy XX w. Oprócz tradycyjnych młynów wodnych, wspomnieć również należy, że na niewielką skalę znalazły zastosowanie także młyny napędzane siłą mięśni zwierząt pociągowych (koni lub wołów), tzw. kieratowe, zwłaszcza w tych regionach, gdzie były mniejsze możliwości budowy młynów wodnych. Do zupełnej rzadkości należały za to młyny napędzane przez koła deptane, gdzie główną siłą poruszającą je były ludzkie mięśnie. Stosowano je w średniowieczu m.in. w zamkach i twierdzach, wykorzystując siły niewolników lub jeńców wojennych. Nie sposób jest również nie wspomnieć o innej gałęzi młynarstwa, tej która wykorzystywała energię wiatru, czyli wiatrakach, które intensywniej rozwinęły się i uległy popularyzacji na naszych ziemiach w XVIII i XIX w., także na tych terenach, gdzie nie brak było tradycyjnych młynów wodnych.
W młynarstwie od strony technicznej, za starsze uznaje się młyny z kołami horyzontalnymi (poziomymi) a dopiero kolejne w dalszym rozwoju miały być koła wertykalne (pionowe) czyli te, które wpisały się nie tylko w polski, ale i ogólnoeuropejski pejzaż. Nie wykluczone, że na ziemiach polskich rozwinęło się młynarstwo już w zaawansowanej postaci, po wielu wiekach doświadczeń czyli z kołami wertykalnymi. Za starsze rozwiązanie, jakie zastosowano w Polsce uznaje się koło pionowe podsiębierne zw. walnym, gdzie woda przepływająca pod kołem, poruszała je od dołu, powodując, że koło obracało się w kierunku przeciwnym do prądu rzeki. Nie wymagało to jeszcze wówczas spiętrzania wody, budowy zbiorników wodnych i sypania grobli, wykonywania systemu zastaw, tam, śluz czy kanałów ulgi. W przypadku większych rzek ich nurt, nawet jeśli nie był wartki, to już sama ilość przepływającej wody była wystarczająca do poruszania masywnego koła, toteż już w XIII w. zaczęto budować młyny na łodziach, które zw. pływakami. Inną odmianą były młyny z kołami nasiębiernymi (zw. korzecznymi). One z kolei w pierwszym rzędzie zaczęły powstawać w regionach o większym spadku terenu, gdzie łatwiej było doprowadzić wodę na koło od góry, które obracało się z kierunkiem nurtu rzeki. W zależności od rodzaju koła musiały być spełnione pewne warunki techniczne. Średnica kół nasiębiernych miała ograniczone wymiary, które określała różnica poziomów wody zbiornika i nurtu rzeki. Koła podsiębierne miały średnicę większą, do 6 m. Było to warunkiem niezbędnym aby utrzymać odpowiedni moment obrotowy przy małej prędkości nurtu rzeki. Kiedy nauczono się wykonywać różnego rodzaju urządzenia wodne, przystąpiono do spiętrzania i czasowego magazynowania (zatrzymywania) wody, to zaś pozwoliło na szersze zastosowanie kół nasiębiernych na terenach nizinnych, ale na szerszą skalę nastąpiło to dopiero w II połowie XV w. Rozwojowi młynarstwa z całym jego systemem spiętrzania wody towarzyszył rozwój hodowli ryb.
Kolejnym problemem z jakim przez długi czas nie potrafiono sobie poradzić była transmisja siły. Wiązało się to z wykorzystywaniem pracy młyna nie tylko w celu przemiału zboża na mąkę. Pierwsze rozwiązanie sięgające jeszcze XIII i XIV w. polegało na tym, że ustawione wzdłuż rzeki podłużne budynki młynów zaopatrzone były w kilka kół. Drugie rozwiązanie polegało na wznoszeniu wzdłuż rzeki osobnych małych budynków napędzanych pojedynczymi kołami wodnymi. Każde z kół niezależnie od tego, czy było w tym samym budynku czy w osobnym, wykorzystywano w innym celu. Pierwsze a zarazem podstawowe koło przeznaczone było do poruszania kamieni młyńskich w celu przemiału zboża na mąkę, drugie do poruszania stępy do produkcji kaszy, kolejne do produkcji słodu jęczmiennego lub pszenicznego dla miejscowego browaru czy gorzelni, a jeszcze inne do napędu folusza sukienniczego lub stępy do tłoczenia oleju z siemienia lnianego bądź konopnego. Podstawą przetwórstwa pozostawała jednak mąka.
Wiek XVI i XVII to okres, kiedy na ziemiach polskich odnotowano najwięcej funkcjonujących młynów w całej historii młynarstwa. Wiązało się to bez wątpienia z jego upowszechnieniem, ale także ze wzrostem liczby ludności i wzrostem produkcji, za czym szło również podniesienie poziomu technicznego młynarstwa. Podaje się, że w latach 70. XVI w. w powiatach sieradzkim i radomszczańskim jeden młyn (wodny lub wiatrak) przypadał na 18,9 km² i 300 mieszkańców. Okres ten został przerwany licznymi wojnami, które o ile w okresie wcześniejszym z rzadka dotykały tereny wewnątrz kraju, o tyle od połowy XVII w. aż do lat 20. XVIII w. toczyły się na całym terytorium Rzeczypospolitej. Zniszczenia spowodowane były głównie przez przemarsze i stacjonowanie wojsk najeźdźcy, ale również przez niepłatne rodzime wojsko, którym towarzyszyły kontyngenty, szaber i dewastacje. W ślad za wojnami szedł głód i epidemie, a to pociągało za sobą poważne zachwianie skromnych budżetów młyńskiej klienteli. Upadła gospodarka folwarczna, wyludniły się wsie, spadła populacja ludności w miastach, które bardzo zubożały, ograniczeniu uległ handel i eksport, spadła produkcja i konsumpcja, zniszczeniu lub zdewastowaniu uległy liczne młyny. Ubożenie ludności powodowało, że zamiast korzystać z usług miejscowego młyna, na szerszą skalę zaczęto powracać do stosowania indywidualnych żaren i stęp w gospodarstwach domowych.
Pod koniec I połowy XVIII w. nastąpiła stopniowa odbudowa przemysłu młynarskiego tak, że szacuje się, iż u schyłku I Rzeczypospolitej na terenie ówczesnego województwa sieradzkiego jeden młyn przypadał na obszar 14–20 km². Przyjmuje się, że po okresie zniszczeń i stagnacji, w XVIII w. młyny wodne były wyposażone w koła nasiębierne o wiele częściej niż miało to miejsce jeszcze w XVI w. Wiązał się z tym dalszy rozwój umiejętności sypania grobli i kopania stawów, zmieniła się także konstrukcja kół młyńskich, o wiele częściej niż w poprzednim okresie doprowadzano wodę korytami do skrzynek montowanych na kołach, wskutek czego nawet na obszarach o niewielkim spadku terenu przy usypanych groblach i zastosowanych kołach o prawie dwukrotnie mniejszej średnicy, uzyskiwano podobną wydajność jak przy znacznie większych kołach podsiębiernych, zaś przy zachowaniu tej samej wielkości kół, ta wydajność była dwukrotnie większa. Szacuje się, że koła podsiębierne miały wydajność rzędu 20%, koła śródsiębierne – 50%, koła nasiębierne o kierunku obrotu zgodnym z kierunkiem strumienia 70%, zaś nasiębierne obracające się pod prąd – 90%. W XVII i XVIII w. opanowano sztukę wykonywania kół palczastych, by przy stosunkowo niewielkich obrotach kół młyńskich i wału móc uzyskać znacznie większą szybkość obrotową górnego kamienia (dolny pozostawał nieruchomy, stąd też zwano go leżakiem). Jeszcze przed wojnami z połowy XVII w. wzorem niemieckim zaczęto w młynach polskich powszechnie stosować tzw. pytel (rzadki rękaw lniany), do którego trafiało mlewo i gdzie pod wpływem drgań następował odsiew mąki od otrąb.
Koniec XIX w. przyniósł kolejny przełom w młynarstwie. Było to sukcesywne wprowadzanie turbin wodnych zamiast kół wodnych oraz pojawienie się młynów parowych, a w okresie międzywojennym młynów spalinowych i wreszcie młynów elektrycznych. Jednak w małych prowincjonalnych młynach, z dala od miast i ważniejszych szlaków komunikacyjnych, na drugorzędnych ciekach wodnych, gdzie ilość wody nie była zbyt duża, a i zapotrzebowanie niewielkie, tradycyjne koła młyńskie przetrwały aż do lat 50. XX w.
Z młynarstwem na ziemiach polskich wiązało się kilka regulacji prawnych. Pierwsza wprowadzona w 1433 r., wg której młynarze posiadający mniej niż pół łanu roli, byli zwolnieni z uiszczania podatku tzw. podymnego. Miało to jednak swoją konsekwencję. Otóż młynarze ci nie otrzymywali wynagrodzenia pieniężnego za swą pracę, lecz określoną miarę ziarna lub mąki pochodzącej z dokonanego przemiału. Dodatkowo obowiązywała zasada zwyczajowa, w myśl której poddani z danej wsi, zobowiązani byli do mielenia w młynie, względnie w młynach należących do tych samych dóbr ziemskich co oni. Kolejną, tym razem dotkliwszą w skutkach regulacją prawną była ta, na mocy której w 1510 r. sejm ograniczył młynarzom możliwość sprzedaży bądź zastawu młynów bez zgody feudała (dziedzica, klasztoru itd.), w dobrach którego się znajdował i to pod groźbą kary utraty sumy uzyskanej ze sprzedaży lub z zastawu. W 1540 r. sejm przyjął regulację, która poniekąd mogła się przyczynić do wzrostu liczby osad młynarskich, a mianowicie, że w przypadku ludzi posiadających zdolności młynarskie a niemających zatrudnienia w danych dobrach, pozwolono im swobodnie przemieszczać się w celu poszukiwania zajęcia, lecz pod warunkiem, że będzie to tylko wykonywanie profesji młynarskiej. To tłumaczy dlaczego rodziny młynarskie w sposób nieskrępowany przemieszczały się z jednych dóbr ziemskich do drugich, to zaś pokazuje, że pozycja młynarzy w lokalnym społeczeństwie nie była jednakowa. W najlepszej sytuacji znajdowali się ci spośród nich, którzy mieli status młynarzy dziedzicznych a więc ci, którzy wykupili młyny od dotychczasowych właścicieli bądź otrzymali przywileje na ich założenie. Drugą kategorię stanowili młynarze będący dzierżawcami, w oparciu o umowy długoterminowe lub krótkoterminowe. Czym taka umowa była dłuższa, tym pozycja młynarza wzrastała. Umowa taka regulowała powinności młynarza wobec wydzierżawiającego oraz koszty wyposażenia i utrzymania młyna. Zwyczajowo młynarza obciążał tzw. trzeci grosz przy wyposażeniu i remoncie, ale umowa mogła te relacje określić z goła odmiennie, nawet w ten sposób, że wszelkie koszty ponosił dzierżawca. Trzecią kategorią byli młynarze najemni, zatrudnieni na umowę w dobrach ziemskich do prowadzenia młyna, z którego cały dochód należał się właścicielowi młyna, i stąd też byli nie najlepiej wynagradzani, a czasami wręcz zamiast gotówki otrzymywali zapłatę w zbożu, a wówczas już przypominali ostatnią i bodaj najliczniejszą kategorię młynarzy na miarze. W ich przypadku zapłata miała postać bezgotówkową, w zbożu bądź w mące, przy czym młynarz taki zatrzymywał dla siebie tzw. trzeciznę a pozostałą część oddawał właścicielowi.
Inną wartą odnotowania kwestią jest to, że polska myśl techniczna ma w swym dorobku publikację poświęconą szerokiemu zastosowaniu siły wody, w tym w budowie młynów i urządzeń młyńskich, zatytułowaną Architekt Polski to jest nauka ulżenia wszelkich ciężarów, której autorem był Stanisław Solski, a ukazała się ona drukiem w 1690 r.

## W heraldyce
Młyn wodny w heraldyce:

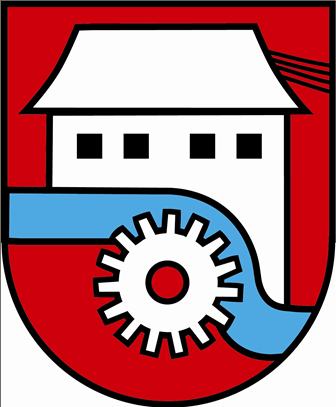
Herb Straszyna